# Thomas Gautier
Pour les articles homonymes, voir Gautier.
Thomas Gautier, né le 2 mars 1638 dans le Piémont et mort le 27 mai 1709 à Marbourg, est un théologien protestant français qui travaille plus tard en Hesse. Il est pasteur de l’Église française de Marbourg et professeur d'université.

## Biographie
Il naît dans la vallée vaudoise du Val Cluson ou à Praelas, dans la famille d'un notaire royal.
Il étudie la rhétorique, la philosophie et, à partir de 1661, la théologie à Genève. Il travaille ensuite comme prédicateur réformé à Fenestrelle en Italie. Il y  est accusé d'hérésie et d'avoir invité illégalement des prédicateurs étrangers en 1674 et est emprisonné pendant quelques mois. Il se rend à Paris pour défendre la communauté protestante dans le cadre de l'édit de Nantes.
En 1678, il devient professeur à l'académie réformée de Die, dans le Dauphiné. Mais elle est fermée fin 1684, juste avant la révocation de l'édit de Nantes (1685). Gautier est convoqué à une discussion religieuse par l'évêque de Grenoble, futur cardinal Étienne le Camus. Il refuse d'abjurer et doit s'exiler.
Il émigre à Zurich, où il reste 14 mois et accepte en 1687 un poste à l'université de Marbourg en tant que professeur de théologie. Il s'y rend avec des réfugiés du Dauphinée et organise un office religieux dominical pour les huguenots immigrés.
Il a un conflit avec le physicien Denis Papin, qui travaille également à l'université, au sujet des mœurs dans cette communauté et concernant les enseignements de René Descartes
Les collègues professeurs de théologie de Gautier à Marburg sont Johann Georg Brand et Philipp Johann Tilemann. Ses étudiants les plus célèbres sont Johann Christian Kirchmayer et Johann Joachim Schröder. Les écrits laissés par Gautier sont avant tout des controverses sur la théologie dogmatique. En 1707, il est recteur de l'université. Gautier occupe également le poste d'Éphore du Hessian Scholarship Institute de 1687 à 1709.
En tant que pasteur de la communauté française et vaudoise, il  apporte une contribution décisive à l'installation des réfugiés du Val Cluson, qui reçoivent comme fief la ferme délabrée Hof Frauenberg, au sud de Marbourg. Le landgrave hessois Karl encourage l'immigration du Piémont qui, à l'instar de la Prusse avec l'édit de Potsdam, conduit à la création de nouvelles entreprises agricoles et commerciales après les destructions de la guerre. Grâce aux efforts de Gautier, les immigrants bénéficie de divers privilèges et allégements fiscaux pendant 10 ans.